# Hrabstwo Manjimup
Hrabstwo Manjimup (Shire of Manjimup) - jednostka samorządu lokalnego na południowo-zachodnim wybrzeżu Australii, w stanie Australia Zachodnia. Liczy 9 256 mieszkańców (2006) i zajmuje powierzchnię 7027 km². Ośrodkiem administracyjnym jest miasto Manjimup. Inne większe skupiska ludzkie to Beedelup, Deanmill, Dingup, Glenoran, Northcliffe, Pemberton, Quinninup, Walpole, Wilgarrup i Windy Harbour. 
Hrabstwo powstało w 1908 roku jako Zarząd Dróg Warren. W 1925 zmieniło nazwę na Manjimup, a po reformie administracyjnej z 1961 roku uzyskało obecny status.